# 艾德·巴亚诺
艾德·路易斯·德·卡瓦略（Eder Luís de Carvalho，1984年5月14日—），简称艾德·巴亚诺（Éder Baiano），是巴西职业足球运动员，现在效力于中国足球超级联赛球队长春亚泰，司职后卫。

## 俱乐部生涯
艾德·巴亚诺曾经效力于普雷图、伊图亚诺、瓜拉尼、欧汉尼斯（葡萄牙）、林斯人等球队。2011年加盟K联赛球队釜山IPark，是球队的后防主力。
2013年2月，他转投中国足球超级联赛球队长春亚泰。